# Juan Astorquia
Juan José Astorquia Landabaso (Bilbao, junio de 1876-Bilbao, 23 de octubre de 1905), también llamado Juanito, fue un futbolista español que jugó como delantero del Athletic Club de Bilbao. Está considerado como una de las figuras más importantes en los inicios amateurs del Athletic Club de Bilbao, habiendo sido el impulsor fundamental de la fundación del club en 1898 y su establecimiento oficial en 1901, y sirviendo luego como primer capitán del club hasta 1904 y como su segundo presidente entre 1902 y 1903.
Bajo el liderazgo de Astorquia, el Athletic se convirtió en un equipo dominante a nivel nacional, capitaneando al club vasco a los triunfos en la Copa de la Coronación de 1902, que fue el primer trofeo del club, y luego a los títulos consecutivos de la Copa del Rey en 1903 y 1904, contribuyendo decisivamente en todas estas victorias. También trabajó como árbitro de fútbol. Amante de los deportes, también era aficionado a la navegación a vela y al velocipedismo.

## Primeros años y educación
Juan Astorquia nació en Bilbao en junio de 1876, y como hijo de una familia acomodada de comerciantes, fue enviado a Gran Bretaña para completar sus estudios, realizándolos en un colegio católico de Mánchester. Durante sus cuatro años allí, desarrolló un interés por el fútbol, convirtiéndose en uno de los mejores jugadores de su escuela gracias a sus regates y control del balón.

## Carrera futbolística

### Primeros años
En 1896, Astorquia, con 20 años, regresó a Bilbao, trayendo consigo sus recién adquiridos conocimientos empresariales y su pasión por el fútbol, y como muchos otros bilbaínos, comenzó a jugar al fútbol en el Hipódromo de Lamiaco en Lejona, que en ese momento era la sede del fútbol organizado en Vizcaya. En un primer momento, formó parte de un grupo informal liderado por Carlos y Manuel Castellanos, el llamado Bilbao Football Club, desempeñando un papel clave en la puesta en marcha de reuniones entre ellos y los trabajadores de los astilleros de Nervión. Sin embargo, poco después Astorquia abandonó el club debido a su mala relación con algunos miembros del Bilbao FC; las razones exactas de esta decisión no están claras, quizás porque no le gustaba la presencia masiva de británicos en el club ya que quería pertenecer a una sociedad con más representación local, o quizás simplemente estaba ansioso por liderar un club por sí mismo donde pudiera desempeñar un papel más importante. De cualquier manera, llegó a convertirse en el jefe de un comité de siete hombres que fundó lo que más tarde se convertiría en el primer club de fútbol oficial de Bilbao.
Amante del deporte, Astorquia disfrutaba también de la gimnasia y el ciclismo, uniéndose así tanto al Gimnasio Zamacois (fundado en 1879) como al Club Velocipedista de Bilbao (fundado en 1885).

### Fundación del Athletic
En 1898, Astorquia, junto con seis compañeros vascos aficionados al fútbol y habituales del Lamiaco que también pertenecían al Gimnasio Zamacois, decidió abrir un centro de práctica de fútbol en Lamiaco. Las principales fuentes de reclutamiento del club pasaron pronto a ser el Gimnasio Zamacois, el mayor polideportivo bilbaíno por aquel entonces, y el Club Velocipedista, donde Astorquia mantenía contactos debido a su militancia como socio. Una vez que tuvieron un número suficiente de voluntarios, comenzó a organizar partidos de fútbol contra los trabajadores británicos, que se disputaban los domingos en Lamiaco. A diferencia del Bilbao FC, este grupo de pioneros del fútbol estaba formado casi en su totalidad por jugadores vizcaínos, incluyendo algunos recién llegados procedentes del ciclismo.
Aunque fue fundado en 1898, no fue hasta febrero de 1901, en una reunión celebrada en el Café García, cuando el grupo de Astorquia, ya más numeroso, inició conversaciones para convertirse en un club de fútbol oficial. Para lograr este resultado se formó una comisión integrada por Astorquia, Goiri y José María Barquín para elaborar el reglamento de una sociedad de fútbol, que fue aprobado el 11 de junio. Posteriormente se eligió la directiva de la entidad, siendo Astorquia nombrado capitán del equipo, mientras que Alfred Mills, el único extranjero en formar parte de la directiva, fue nombrado vicecapitán. Como la figura del director técnico tal y como se conoce hoy no existía en aquella época, eran Astorquia y Mills, como capitanes de los clubes, quienes se encargaban de confeccionar las alineaciones y dictar las tácticas a seguir.
Tras obtener el permiso del Gobierno Civil, el club quedó constituido oficialmente el 5 de septiembre de 1901, en la reunión celebrada en el Café García, en la que un grupo de 33 pioneros del fútbol, entre los que se encontraban Astorquia y su hermano Luis, firmaron los documentos para oficializarlo, naciendo así el Athletic Club.

### Primeros partidos y primeros goles
A finales de 1901, los dos clubes más importantes de la ciudad eran el Athletic Club de Astorquia y el Bilbao FC de Castellanos, por lo que inevitablemente se desarrolló una rivalidad entre ellos, disputándose varios amistosos en el Hipódromo de Lamiaco, que ambos equipos compartían al no existir apenas campos en Bilbao. Astorquia fue una de las figuras más importantes de lo que hoy se considera una de las primeras rivalidades futbolísticas de España, una que ayudó a convertir el fútbol en un fenómeno de masas en Bilbao ya que sus duelos despertaban una gran expectación.
Astorquia destacó por su capacidad goleadora; por ejemplo, el 19 de enero de 1902 marcó un doblete que condujo a su equipo a la victoria por 4-2, lo que no solo supuso la primera victoria del Athletic sobre el Bilbao FC en cuatro partidos, sino también la primera vez que se celebraba un partido de pago en Vizcaya, ya que se cobraba una entrada de 30 céntimos de peseta.

### Club Vizcaya
En 1902, Astorquia se convirtió en el segundo presidente del club, sustituyendo a Luis Márquez Marmolejo, que había sido elegido el 11 de junio de 1901. Bajo la presidencia de Astorquia, los dos rivales acordaron unir a los mejores jugadores de cada club para jugar dos partidos contra el Burdigala, con sede en Burdeos. Esta fusión temporal pasó a denominarse Club Bizcaya, siendo Astorquia el único jugador español en el quinteto de ataque del Bizcaya, y los delanteros ingleses del Bilbao FC (George Langford, William Dyer, William Butwell y Walter Evans) completando el resto.
El 9 de marzo de 1902, Astorquia jugó en la primera alineación del equipo de Vizcaya contra el Burdigala, ayudando a su equipo a ganar 0-2 en Francia, la primera vez que un equipo de Bilbao jugaba en territorio extranjero, y tres semanas más tarde, el 31 de marzo de 1902, estaba de nuevo en el once inicial de Vizcaya para el partido de vuelta en casa, la primera visita de un equipo extranjero a Bilbao; Lamiaco tuvo su récord de asistencia ese día. Astorquia anotó un triplete para ayudar a su equipo a obtener una victoria por 7-0 sobre el equipo francés. Tras estas dos victorias, el periódico francés L'Auto (actualmente L'Équipe) calificó al Bizcaya como «el mejor equipo de España».

### Copa de la Coronación

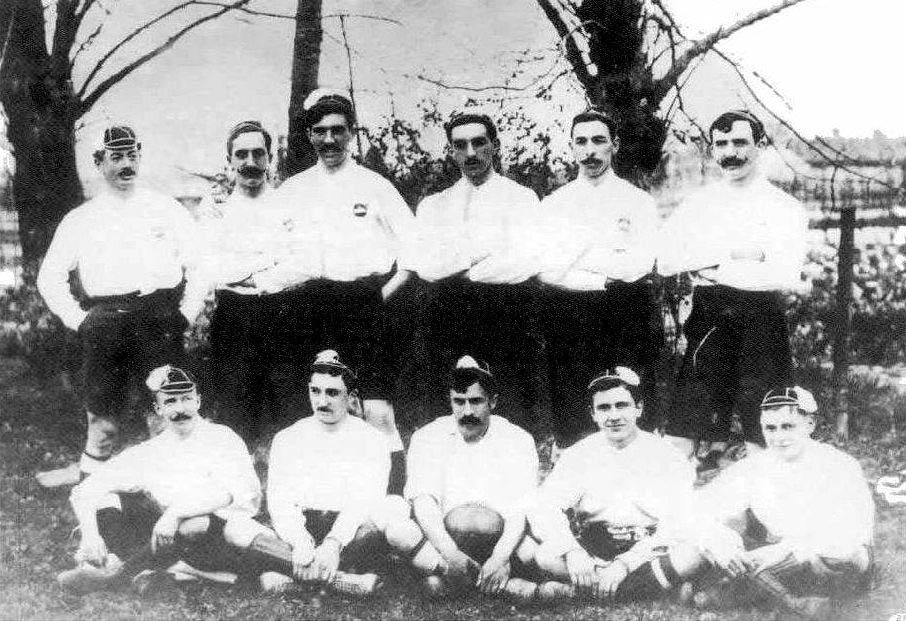
Astorquia (centro, con el balón) en 1902.

Junto a Alejandro de la Sota, Raymond Cazeaux, Dyer y Evans, formó parte de la selección vizcaína que participó en la Copa de la Coronación de 1902, primer campeonato nacional disputado en España y precursor de la Copa del Rey. Sin embargo, durante la preparación del torneo, el Athletic Club y el Bilbao FC no se ponían de acuerdo sobre si ir juntos o por separado, por lo que Astorquia escribió y firmó una nota a la capital indicando que «Por causas ajenas a Vizcaya, [...] ningún club [de Bilbao] está inscrito para la competición», pero gracias a la intervención de Carlos Padrós del Madrid FC, los vascos participaron como Vizcaya.
Astorquia capitaneó a su equipo en el torneo, anotando tres goles, uno en cada partido que disputó: en cuartos de final contra el Club Español (5-1), en semifinales contra el New Foot-ball Club (8-1), y el primer gol de la final en la victoria por 2-1 sobre el FC Barcelona de Joan Gamper, contribuyendo así decisivamente a la consecución del primer título del Athletic. Según algunas fuentes, Astorquia marcó el primer gol del partido contra el Español, siendo así el autor del primer gol en la historia de la Copa del Rey, pero debido al poco rigor estadístico que tenían los periódicos en ese momento, se desconoce el orden exacto de los goles, y esta hazaña se atribuye más a menudo a Ángel Ponz del Español, mientras que el primer gol competitivo del Athletic se atribuye a Astorquia o Evans.
Astorquia utilizó entonces la exitosa campaña del Bizcaya en la Copa de la Coronación para convencer al recién elegido presidente del Bilbao FC Luis Arana de lo beneficioso y necesario que era fusionar los dos clubes de forma permanente, y para convencerlos aún más de la fusión, prometió transferir la presidencia a un socio del Bilbao FC, Enrique Careaga y Bishop. La repentina muerte de Carlos Castellanos en 1903, a la edad de sólo 22 años, precipitó el resultado de las negociaciones, siendo el acuerdo final firmado por ambos presidentes el 29 de marzo. El Bilbao FC quedó así disuelto y todos sus restantes socios y asociados fueron absorbidos oficialmente por el Athletic, que pasó a denominarse Athletic Club de Bilbao. La fusión estuvo encabezada por Astorquia, que se convirtió así en el primer presidente del Athletic Club de Bilbao durante unas semanas hasta ser sustituido por Careaga. Entre 1901 y 1903, Astorquia fue simultáneamente fundador, jugador, capitán (equivalente a entrenador) y presidente del Athletic.

### Triunfos de la Copa del Rey

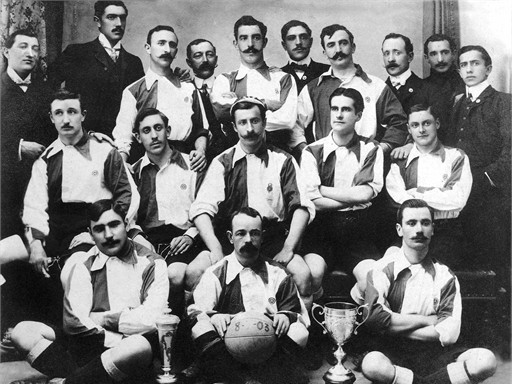
Astorquia (centro, con el balón) en 1903.

Todavía bajo la presidencia y capitanía de Astorquia, y junto a De la Sota, Cazeaux y Evans, el recién creado Athletic ganó la primera Copa del Rey de la historia en 1903, en la que también contribuyó decisivamente, anotando un doblete en la semifinal contra el Espanyol (4-0); en la final en el hipódromo de la Castellana, el Athletic se encontró 2-0 abajo ante el Madrid FC al descanso, pero después de un inspirador discurso de Astorquia durante el descanso, los jugadores del Athletic lograron una remontada en la segunda mitad, logrando una victoria por 3-2 sobre el equipo local delante de 5.000 espectadores. Como capitán y presidente del club, Astorquia se sintió obligado a dar un paso al frente y reunir a su alrededor a los jugadores en el vestuario vizcaíno para lanzarles una arenga. Se desconoce su contenido exacto por la ausencia de registros, pero según los cronistas de la época finalizaba con un grito de guerra: Por el Athletic y por Bilbao. Con dos goles en dos partidos, fue el máximo goleador del torneo junto a su compañero De la Sota y el madrileño Armando Giralt.

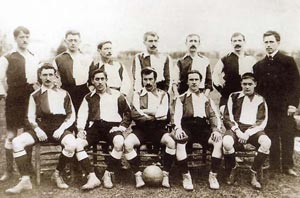
Astorquia (centro, con el balón) en 1904.

El Astorquia también formó parte del equipo que ganó la Copa del Rey de fútbol 1904, que el Athletic ganó sin jugar un solo partido ya que su rival no se presentó. En vísperas de la final en Madrid, al grupo recién llegado de Bilbao se le pidió que esperara unos días hasta que se decidiera el campeón de Madrid, pero Astorquia se apresuró a negarse. Por ello, al amparo de la normativa, él y su equipo se presentaron a las 11:00 horas en el campo del Club Español de Madrid para disputar la final, siendo finalmente declarados campeones ante la incomparecencia del rival. Luego cantaron el alirón y regresaron a casa.
Entre 1902 y 1904, el Astorquia disputó cinco partidos oficiales, marcando cinco goles (el Athletic de Bilbao contabiliza como propios los partidos disputados por el Vizcaya). Aunque se sabe poco sobre su estilo de juego y personalidad en el campo, las pocas fotografías de las plantillas del Athletic proporcionan buenas pistas con pocas probabilidades de malinterpretación ya que invariablemente se le ve sosteniendo el balón y con una mirada imponente y desafiante, un marcado contraste con la mayoría de sus compañeros de equipo.

### Carrera arbitral
Astorquia participó en la Copa del Rey de 1903 como jugador y árbitro, ganando la copa como el primero y supervisando un partido como el segundo, un choque de semifinales entre el Madrid FC y el Espanyol, que terminó con una victoria por 4-1 para el Madrid.

## Fuera del fútbol
En 1902, Astorquia figuró en los listados de socios de las sociedades náuticas Real Club Marítimo del Abra y Real Sporting Club (ambas entidades se fusionaron bajo una denominación común en 1972), como socio número 115 y número 120 respectivamente. Astorquia y muchos otros miembros del Athletic y del Bilbao FC estuvieron entre los miembros fundadores del Marítimo del Abra, incluidos los presidentes del Athletic Luis Márquez, Ramón Aras, Pedro de Astigarraga y De la Sota.

## Muerte
Juan Astorquia falleció el 23 de octubre de 1905 a la edad de 29 años, la misma edad que Pichichi, quien también se convertiría en una leyenda del Athletic Club y del fútbol vasco una generación después.

## Honores
Club Vizcaya
- Copa de la Coronación: 1902[6]

Club Athletic
- Copa del Rey: 1903 y 1904[33]